# Steamboy
Suchîmubôi (em japonês:  スチームボーイ) (Steamboy, no Brasil e Portugal) é um filme de animação japonês (anime), produzido por Shinji Komori e Hideyuki Tomioka e dirigido por Katsuhiro Otomo.

## Sinopse
Ray Steam é um jovem inventor que recebe de seu avô, pelos correios, uma estranha bola de metal conhecida como Steam Ball. Esta incrível invenção comporta uma nova espécie de energia, que tem a capacidade de suprir uma nação inteira. Ao tentar proteger a esfera da inescrupulosa Fundação O'Hara, Ray descobre aos poucos os fantásticos poderes que a bola possui.

## Voz
(Na versão inglesa)
- Anna Paquin... James Ray Steam
- Alfred Molina... Dr. Edward Steam
- Patrick Stewart... Dr. Lloyd Steam
- Kari Wahlgren... Sra. Scarlett
- Robin Atkin Downes... David
- Rick Zieff... Simon
- Kim Thomson... Sra. Steam
- Mark Bramhall... Alfred
- David Lee... Jason
- Oliver Muirhead... Admiral
- Oliver Cotton... Robert Stephenson
- Paula Jane Newman... Emma
- Moira Quirk:... Thomas[3]

## Recepção
No site agregador de críticas Rotten Tomatoes, 60% das 89 resenhas dos críticos são positivas.